# Tribunal Especial per a Sierra Leone
El Tribunal Especial per a Sierra Leone és un tribunal especial amb competència per a jutjar els crims previstos en la legislació de Sierra Leone i els previstos en el dret internacional. Va ser creat mitjançant un acord signat entre el govern del país africà i les Nacions Unides el 16 de gener de 2002. Aquest tribunal fou el primer tribunal de la història a condemnar un cap d'estat africà.
El jutge britànic Geoffrey Robertson va ser sotmès a pressió el març de 2004 acusat de tindre biaix per un llibre que havia escrit on parlava del Front Revolucionari Unit com un moviment rebel sanguinari.
El 2010 va eixir el dubte si Johnny Paul Kuruma, un ex-líder de la Junta de Sierra Leone, podria estar viu.

## Acusats
Tres dels acusats eren líders de les Forces de Defensa Civil (Allieu Kondewa, Moinina Fofanai l'ex-Ministre d'Interior Samuel Hinga Norman). El judici començà el 3 de juny de 2004 i va concloure amb arguments finals en septembre de 2006. Norman va morir sota custòdia el 22 de febrer de 2007 abans del judici després de passar per una operació quirúrgica a Dakar (Senegal). Els procediments judicials contra ells foren acabats en conseqüència.
Cinc líders del Front Revolucionari Unit foren acusats: Foday Sankoh, Sam Bockarie, Issa Hassan Sesay, Morris Kallon i Augustine Gbao. Els càrrecs contra Sankoh i Bockarie foren retirats després que les seues morts foren oficialment confirmades. El judici per a Kallon, Gbao i Sesay fou iniciat el 5 de juliol de 2004. Va acabar el 24 de juny de 2008. Els arguments orals finals tingueren lloc els dies 4 i 5 d'agost de 2008.

## Judicis

### Judicis sobre nens soldats
Va ser el primer tribunal en processar i castigar nens soldat arribant a imputar-los responsabilitat. Aquesta manera de procedir contradeia la normativa de les Nacions Unides, malgrat estar alhora autoritzat pel Consell de Seguretat de les Nacions Unides. El Consell de Seguretat considerà poc probable que es jutjara a menors soldats, i així i tot es va fer.
Els representants de la societat civil de Sierra Leona demanaren que s'exigira responsabilitat als nens soldat, mentre que les organitzacions no governamentals encarregades dels programes d'assistència i rehabilitació dels nens soldats tant nacionals com internacionals s'oposaven de manera unànime.

### Charles Taylor
El 26 d'abril de 2012, Charles Taylor va ser condemant per 11 delictes dels quals romangué acusat. Va ser absolt prèviament d'ordenar crims de guerra i de conspiració conjunta. El 30 de maig del mateix va ser sentenciat a cinquanta anys a la presó. Va ser enviat a una presó britànica.